# Damir Mehmedovic
Damir Mehmedovic (* 11. Dezember 1997) ist ein österreichischer Fußballspieler.

## Karriere
Mehmedovic begann seine Karriere in der AKA Linz. Im Mai 2015 absolvierte er ein Spiel als Kooperationsspieler für die SPG FC Pasching/LASK Juniors in der Regionalliga.
Im Juli 2015 wechselte er zum Regionalligisten FC Blau-Weiß Linz, bei dem er einen Zweijahresvertrag erhielt. Mit den Linzern konnte er in der Saison 2015/16 Meister der Regionalliga Mitte werden und somit in den Profifußball aufsteigen. Sein Debüt in der Ersten Liga gab er am dritten Spieltag der Saison 2016/17 gegen den SC Wiener Neustadt, als er in Minute 70 für Felix Huspek eingewechselt wurde.
Zur Saison 2017/18 wechselte Mehmedovic zum Bundesligisten SKN St. Pölten, bei dem er einen bis Juni 2019 gültigen Vertrag erhielt. Im Jänner 2019 wechselte er zum Zweitligisten SV Lafnitz. Nach der Saison 2018/19 verließ er Lafnitz und wechselte zum Regionalligisten SC Wiener Neustadt. Im Jänner 2020 verließ er Wiener Neustadt nach 15 Regionalligaeinsätzen und wechselte nach Slowenien zum Erstligisten NK Tabor Sežana. Nach zwei Einsätzen in der 1. SNL verließ er Tabor Sežana im Juni 2020 vorzeitig. Daraufhin wechselte er im Juli 2020 nach Deutschland zum viertklassigen 1. FC Lokomotive Leipzig. Für Lok Leipzig kam er insgesamt zu 41 Einsätzen in der Regionalliga. Nach der Saison 2021/22 verließ er den Verein.
Nach einem halben Jahr ohne Klub kehrte er im Jänner 2023 nach Österreich zurück und wechselte zum Regionalligisten Kremser SC. Nach eineinhalb Jahren in Krems wechselte er zur Saison 2024/25 zum Zweitligisten SV Stripfing, bei dem er einen bis 2025 laufenden Vertrag erhielt. Für Stripfing absolvierte er bis zur Winterpause alle 16 Partien in der 2. Liga. Im Februar 2025 schloss er sich dem Ligakonkurrenten SKU Amstetten an. Für Amstetten kam er zu vier Zweitligaeinsätzen.
Zur Saison 2025/26 kehrte Mehmedovic wieder zu Regionalligist Krems zurück.